# 瑪格·夏納
瑪格·夏納（Margot Shiner，1923年6月4日—1998年7月31日），原名「瑪格·拉斯特」，是一位德英混血的腸胃病學家和醫學研究者。她曾在倫敦及以色列工作。由於她開發出新的兒童小腸切片檢查技術，她對於開創「小兒腸胃病學」次專科有所貢獻。

## 早年生活
瑪格·拉斯特（Margot Last）於1923年6月4日出生於柏林的一個猶太家庭，她的父親是一位紡織業商人。在1936年，她的家庭為了逃離納粹而移居布拉格，1938年定居於倫敦。她曾經就讀於國會山莊中學，在1947年於利兹大學取得了醫學學位。不久後她嫁給Alex Shiner，並育有三子。

## 職業生涯
在取得醫生資格後，瑪格·夏納回到倫敦，成為了實習醫生。1949年，她在完成小兒醫學方面的學位之後，瑪格·夏納成為了大奧蒙德街醫院的實習醫生（house officer），在1951至1952年間，她在亨頓擔任助理保健醫師（assistant medical officer）。瑪格·夏納並不想讓她的生涯僅止於臨床照護，而是尋找在醫學研究方面的出路，她得到一個在漢默史密斯醫院的皇家研究生醫學院工作的機會，在那裏她開始研究小兒腸胃病學專科。在1957年，瑪格·夏納加入了一個英國醫學研究理事會裡研究腸胃病學的小組，位於中央密德薩斯醫院，由Francis Avery Jones領導，並在1971年成為那裏的會診醫生（consultant）。

## 影響
由於非霍奇金氏淋巴瘤，夏納于1998年7月31日卒於耶路撒冷。约翰·沃克史密斯認為，夏納使用活檢管来診斷小兒腸胃病學中的乳糜泻是一種獨特的次專科療法。他是如此描述瑪格·夏納的：「她開創了小兒腸胃病學的新時代 。」為了讚揚瑪格·夏納對小兒腸胃病學的貢獻，此後用來檢測小腸內部的活檢管被稱為「夏納黏膜活檢管」（Shiner mucosal biopsy tube）。